# FMS España 2020/21
La FMS España 2020/21 fue la cuarta edición de la Freestyle Master Series en España, liga organizada por Urban Roosters, que inició el 11 de julio de 2020 y terminó el 27 de marzo de 2021.
Bnet se coronaria campeón de FMS España luego de derrotar a Gazir en la última jornada.
En esta temporada debutarían Mnak, Sweetpain y Gazir ascendidos por ranking, además Tirpa y Khan sustituirían a Chuty y Skone que se retiraron de la competición.
Para esta temporada, la organización mantuvo a los jueces, al DJ y al host de la temporada anterior.
En esta temporada se implementó el uso de decimales en las puntuaciones, la ronda de personajes contrapuestos se reemplazó por el Random mode y Urban Roosters plantea la posibilidad de invitar a competidores en caso de bajas de participantes que integran la competición, siempre y cuando se cumpla con los cupos de ascenso por ranking.

## Formato de competición
El reglamento de esta temporada de FMS se puede resumir en los siguientes puntos principales:
- Victoria: 3 puntos.
- Victoria tras réplica: 2 puntos.
- Derrota: 0 puntos.
- Derrota tras réplica: 1 punto.
- La diferencia de PTB para la réplica era de 5 pts, de cada juez.
- El primer puesto se corona como campeón de la FMS.
- El puesto 9° y 10° descienden directamente
- El puesto 8° disputa una batalla eliminatoria contra el 3° puesto del ranking de ascenso, si gana, se mantiene, si pierde, desciende.
- Los ascensos se rigen según el ranking de ascenso de Urban Roosters.
- Del ranking de ascenso, el 1° y 2° puesto ascienden directamente.
- Los PTB de cada participante en una jornada se calculan sumando los PTB de los 5 jurados y descontando el puntaje más alto y el más bajo.
- Los puntajes por patrón pueden contener decimales, con tolerancia de 0,5 puntos.

### Formato de batalla
- Easy Mode: Palabras cada 10 segundos. (60 segundos por MC)
- Hard Mode: Palabras cada 5 segundos. (60 segundos por MC)
- Temáticas: 4 patrones ida y vuelta con temáticas.
- Ronda deluxe: 6 patrones con 3 intervenciones por MC. Integra las siguientes pruebas: imágenes, objetos, personajes contrapuestos, terminaciones/conceptos y actualidad. En cada jornada, los “Random Mode” de cada batalla tendrán pruebas distintas entre sí, designadas al azar.
- Sangre: 60 segundos temática libre, 1 minuto de ataque y 1 minuto de respuesta por MC. (Se sumará un punto extra por respuesta en el minuto de respuesta de cada MC)
- Deluxe: 3 patrones a capela, luego 160 segundos libres 4x4.

## Participantes

### Ascensos y descensos
| Pos. | Descendidos |
| ---- | ----------- |
| 1.º  | Chuty       |
| 2.º  | Skone       |
| 6.º  | Walls       |
| 9.º  | Force       |
| 10.º | BTA         |

| Pos. | Ascendidos |
| ---- | ---------- |
| 1.º  | Mnak       |
| 2.º  | Sweetpain  |
| 3.º  | Gazir      |
| 4.º  | Tirpa      |
| Inv. | Khan       |

| 1. |

### Participantes por comunidad
| Nombre    | Comunidad            | Participación |
| --------- | -------------------- | ------------- |
| Blon      | Cataluña             | Cuarta        |
| Errecé    | Comunidad Valenciana | Cuarta        |
| Zasko     | Comunidad Valenciana | Cuarta        |
| Mr. Ego   | Madrid               | Tercera       |
| Bnet      | Madrid               | Segunda       |
| Mnak      | Castilla-La Mancha   | Debut         |
| Sweetpain | Andalucía            | Debut         |
| Gazir     | Asturias             | Debut         |
| Tirpa     | Andalucía            | Debut         |
| Khan      | Cataluña             | Debut         |

## Jueces, Host y DJ

### Jueces
- Kapo013
- Estrimo
- Soen
- Noult
- Babi

### Host
- Bekaesh

### DJ
- DJ Verse

## Clasificación
| Pos. | MC        | Puntos | G+3 | G+2 | D+1 | D+0 | PTB    |
| ---- | --------- | ------ | --- | --- | --- | --- | ------ |
| 1    | Bnet (C)  | 22     | 6   | 2   | 0   | 1   | 2791,5 |
| 2    | Gazir     | 20     | 6   | 1   | 0   | 2   | 3179   |
| 3    | Sweetpain | 20     | 5   | 1   | 3   | 0   | 2757,5 |
| 4    | Mnak      | 18     | 5   | 1   | 1   | 2   | 2585,5 |
| 5    | Zasko     | 15     | 3   | 3   | 0   | 3   | 2566,5 |
| 6    | Tirpa     | 12     | 3   | 1   | 1   | 4   | 2538,5 |
| 7    | Blon      | 11     | 3   | 0   | 2   | 4   | 2733   |
| 8    | Mr. Ego   | 10     | 3   | 0   | 1   | 5   | 2346,5 |
| 9    | Errecé    | 7      | 1   | 1   | 2   | 5   | 2441   |
| 10   | Khan      | 0      | 0   | 0   | 0   | 9   | 1986,5 |

| Fuente: Mundo Freestyle |

     — Campeón y clasificado a la FMS Internacional 2021      — Clasificados a la FMS Internacional 2021      — Reserva para la FMS Internacional 2021      — Play-off por la permanencia.      — Descendido de la liga.
| 1. 2. 3. |

|              |
|              |
| Campeón Bnet |
| 1.er título  |

## Resultados
Leyendas     Victoria directa     Victoria con réplica     Derrota con réplica     Derrota directa     MVP
| Jornada 1 11 de julio de 2020 | Jornada 1 11 de julio de 2020 | Jornada 1 11 de julio de 2020 | Jornada 1 11 de julio de 2020 |
| Inicia                        | Resultado                     | Termina                       |                               |
| ----------------------------- | ----------------------------- | ----------------------------- | ----------------------------- |
| Sweet Pain                    | 3-0                           | Blon                          |                               |
| Zasko                         | 3-0                           | Gazir                         |                               |
| Mr. Ego                       | 1-2                           | Tirpa                         |                               |
| Mnak                          | 3-0                           | Khan                          |                               |
| Errecé                        | 0-3                           | Bnet                          |                               |
| Sweet Pain                    |                               |                               |                               |

| Jornada 2 12 de agosto de 2020 | Jornada 2 12 de agosto de 2020 | Jornada 2 12 de agosto de 2020 | Jornada 2 12 de agosto de 2020 |
| Inicia                         | Resultado                      | Termina                        |                                |
| ------------------------------ | ------------------------------ | ------------------------------ | ------------------------------ |
| Errecé                         | 3-0                            | Khan                           |                                |
| Sweet Pain                     | 1-2                            | Zasko                          |                                |
| Tirpa                          | 0-3                            | Mnak                           |                                |
| Bnet                           | 3-0                            | Mr. Ego                        |                                |
| Gazir                          | 3-0                            | Blon                           |                                |
| Gazir                          |                                |                                |                                |

| Jornada 3 10 de octubre de 2020 | Jornada 3 10 de octubre de 2020 | Jornada 3 10 de octubre de 2020 | Jornada 3 10 de octubre de 2020 |
| Inicia                          | Resultado                       | Termina                         |                                 |
| ------------------------------- | ------------------------------- | ------------------------------- | ------------------------------- |
| Bnet                            | 3-0                             | Tirpa                           |                                 |
| Sweet Pain                      | 3-0                             | Khan                            |                                 |
| Zasko                           | 0-3                             | Mr. Ego                         |                                 |
| Mnak                            | 0-3                             | Gazir                           |                                 |
| Errecé                          | 0-3                             | Blon                            |                                 |
| Gazir                           |                                 |                                 |                                 |

| Jornada 4 7 de noviembre de 2020 | Jornada 4 7 de noviembre de 2020 | Jornada 4 7 de noviembre de 2020 | Jornada 4 7 de noviembre de 2020 |
| Inicia                           | Resultado                        | Termina                          |                                  |
| -------------------------------- | -------------------------------- | -------------------------------- | -------------------------------- |
| Sweet Pain                       | 1-2                              | Gazir                            |                                  |
| Zasko                            | 2-1                              | Blon                             |                                  |
| Bnet                             | 2-1                              | Mnak                             |                                  |
| Errecé                           | 2-1                              | Tirpa                            |                                  |
| Khan                             | 0-3                              | Mr. Ego                          |                                  |
| Gazir y Sweet Pain               |                                  |                                  |                                  |

| Jornada 5 28 de noviembre de 2020 | Jornada 5 28 de noviembre de 2020 | Jornada 5 28 de noviembre de 2020 | Jornada 5 28 de noviembre de 2020 |
| Inicia                            | Resultado                         | Termina                           |                                   |
| --------------------------------- | --------------------------------- | --------------------------------- | --------------------------------- |
| Mnak                              | 3-0                               | Mr. Ego                           |                                   |
| Gazir                             | 3-0                               | Khan                              |                                   |
| Zasko                             | 0-3                               | Bnet                              |                                   |
| Tirpa                             | 3-0                               | Blon                              |                                   |
| Sweet Pain                        | 2-1                               | Errecé                            |                                   |
| Tirpa                             |                                   |                                   |                                   |

| Jornada 6 20 de diciembre de 2020 | Jornada 6 20 de diciembre de 2020 | Jornada 6 20 de diciembre de 2020 | Jornada 6 20 de diciembre de 2020 |
| Inicia                            | Resultado                         | Termina                           |                                   |
| --------------------------------- | --------------------------------- | --------------------------------- | --------------------------------- |
| Khan                              | 0-3                               | Tirpa                             |                                   |
| Errecé                            | 0-3                               | Gazir                             |                                   |
| Zasko                             | 3-0                               | Mnak                              |                                   |
| Blon                              | 3-0                               | Mr. Ego                           |                                   |
| Sweet Pain                        | 3-0                               | Bnet                              |                                   |
| Gazir                             |                                   |                                   |                                   |

| Jornada 7 23 de enero de 2021 | Jornada 7 23 de enero de 2021 | Jornada 7 23 de enero de 2021 | Jornada 7 23 de enero de 2021 |
| Inicia                        | Resultado                     | Termina                       |                               |
| ----------------------------- | ----------------------------- | ----------------------------- | ----------------------------- |
| Mnak                          | 3-0                           | Blon                          |                               |
| Khan                          | 0-3                           | Bnet                          |                               |
| Zasko                         | 2-1                           | Errecé                        |                               |
| Gazir                         | 3-0                           | Mr. Ego                       |                               |
| Sweet Pain                    | 3-0                           | Tirpa                         |                               |
| Gazir                         |                               |                               |                               |

| Jornada 8 27 de febrero de 2021 | Jornada 8 27 de febrero de 2021 | Jornada 8 27 de febrero de 2021 | Jornada 8 27 de febrero de 2021 |
| Inicia                          | Resultado                       | Termina                         |                                 |
| ------------------------------- | ------------------------------- | ------------------------------- | ------------------------------- |
| Sweet Pain                      | 1-2                             | Mnak                            |                                 |
| Bnet                            | 2-1                             | Blon                            |                                 |
| Gazir                           | 3-0                             | Tirpa                           |                                 |
| Mr. Ego                         | 3-0                             | Errecé                          |                                 |
| Zasko                           | 3-0                             | Khan                            |                                 |
| Gazir                           |                                 |                                 |                                 |

| Jornada 9 27 de marzo de 2021 | Jornada 9 27 de marzo de 2021 | Jornada 9 27 de marzo de 2021 | Jornada 9 27 de marzo de 2021 |
| Inicia                        | Resultado                     | Termina                       |                               |
| ----------------------------- | ----------------------------- | ----------------------------- | ----------------------------- |
| Khan                          | 0-3                           | Blon                          |                               |
| Errecé                        | 0-3                           | Mnak                          |                               |
| Zasko                         | 0-3                           | Tirpa                         |                               |
| Mr. Ego                       | 0-3                           | Sweet Pain                    |                               |
| Bnet                          | 3-0                           | Gazir                         |                               |
| Bnet                          |                               |                               |                               |

| 1. 2. 3. 4. 5. 6. 7. |

## Exhibiciones
| Exhibiciones FMS España 2020/21      | Exhibiciones FMS España 2020/21 | Exhibiciones FMS España 2020/21 | Exhibiciones FMS España 2020/21 | Exhibiciones FMS España 2020/21 |
| Jornada y Fecha                      | Inicia                          | Resultado                       | Termina                         |                                 |
| ------------------------------------ | ------------------------------- | ------------------------------- | ------------------------------- | ------------------------------- |
| Jornada 3 - 10 de octubre de 2020.   | Errecé                          | 3-0                             | Jado                            |                                 |
| Jornada 4 - 7 de noviembre de 2020.  | Mr. Ego                         | 3-0                             | Vivi                            |                                 |
| Jornada 4 - 7 de noviembre de 2020.  | Jesús LC                        | 0-3                             | Tirpa                           |                                 |
| Jornada 6 - 20 de diciembre de 2020. | Hander                          | 0-3                             | Elekipo                         |                                 |
| Jornada 7 - 23 de enero de 2021      | Tirpa                           | 2-1                             | Sara Socas                      |                                 |

| 1. |

## Playoff de ascenso
El Play Off se disputó el 26 de mayo en el plató donde se disputó toda la temporada. Mr. Ego disputó el Playoff contra Hander, que ocupó el tercer puesto en el ranking de ascenso, saliendo victorioso y manteniendo su lugar en la liga.
| Play Off de ascenso 26 de mayo de 2021 | Play Off de ascenso 26 de mayo de 2021 | Play Off de ascenso 26 de mayo de 2021 | Play Off de ascenso 26 de mayo de 2021 |
| Inicia                                 | Resultado                              | Termina                                |                                        |
| -------------------------------------- | -------------------------------------- | -------------------------------------- | -------------------------------------- |
| Mr. Ego                                | 2-1                                    | Hander                                 |                                        |